# Crash Bandicoot 4: It's About Time
Crash Bandicoot 4: It About Time - це відеогра в жанрі платформер, розроблена Toys for Bob та видана Activision. Це восьма основна частина в серії Crash Bandicoot і четверта хронологічно. Є продовженням Crash Bandicoot N. Sane Trilogy, події відбуваються безпосередньо після подій Crash Bandicoot: Warped. Сюжет гри розповідає як Креш Бандікут і його сестра Коко стикаються зі своїм старим ворогом, доктором Нео Кортексом, який розроблює нову схему завоювання мультивсесвіту вимірів розкиданих в часі і просторі.
У грі представлені нові елементи традиційного ігрового процесу серії, в тому числі маски, які можуть змінювати рівні і надавати здібності для подолання перешкод, додаткові ігрові режими для повторного проходження рівнів і можливість керувати п'ятьма персонажами в грі, троє з яких мають свій унікальний геймплей і рівні. 
Crash Bandicoot 4: It's About Time вийшов для PlayStation 4 та Xbox One 2 жовтня 2020 року. Гра була добре сприйнята критиками і визнана поверненням до форми франшизи, причому похвала спрямована на її графіку та візуальний стиль, а також на поєднання усталеної та оригінальної ігрової механік. Гра присвячена пам’яті оригінального актора голосу Аку Аку Мела Вінклера, який помер на початку того ж року.